# PosteMobile

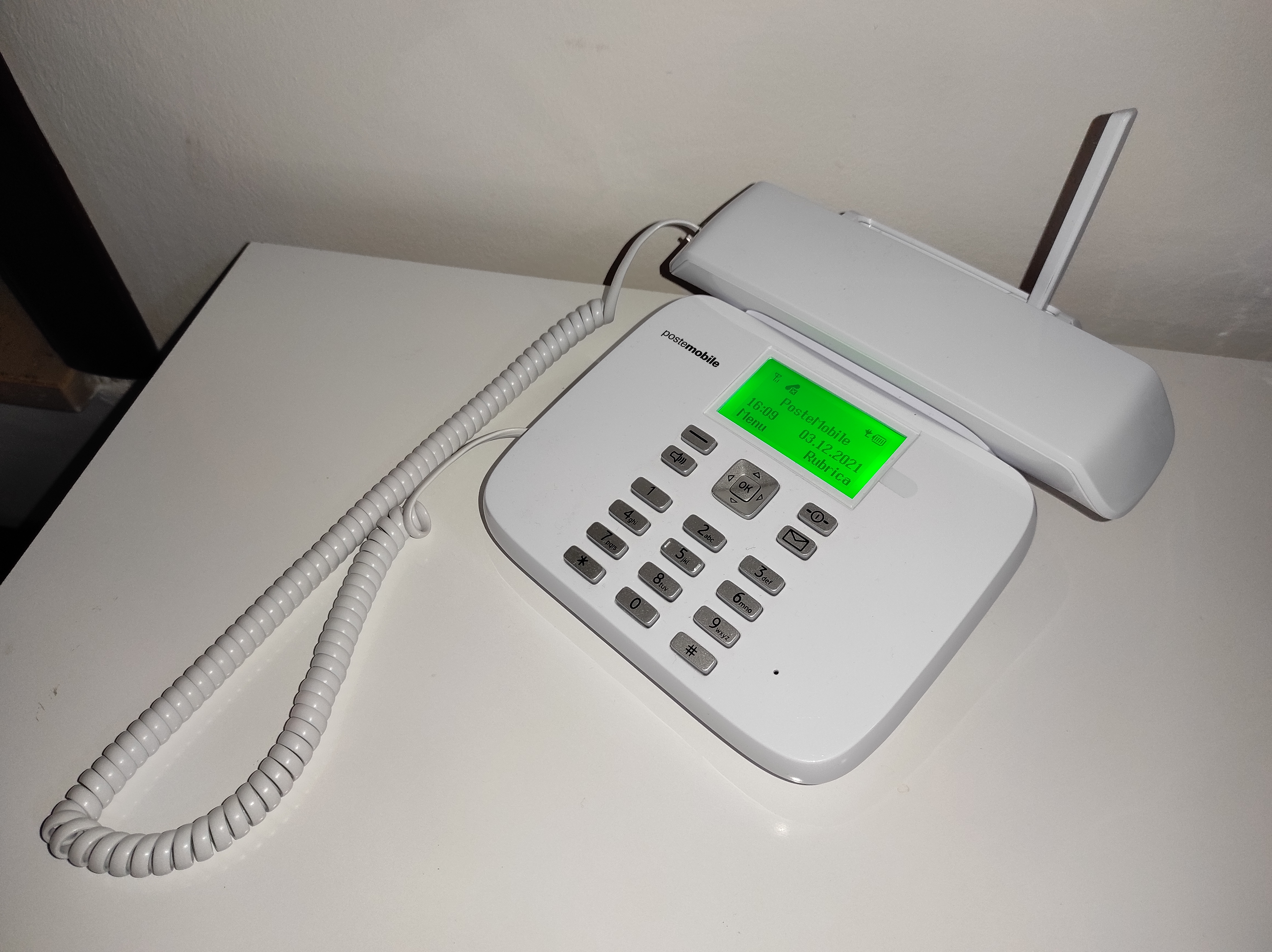
Telefono con SIM PosteMobile

PosteMobile è un operatore di telefonia mobile e fissa italiano fornito da Postepay, società del gruppo Poste Italiane.
I servizi erogati sono disponibili per la clientela privata e affari avvalendosi della rete commerciale di circa 12.800 uffici postali e Kipoint.
I servizi di telefonia mobile furono lanciati il 26 novembre 2007 su rete Vodafone come ESP MVNO, per poi diventare, dal 16 luglio 2014, un Full MVNO, su rete Wind. Dal 2018 propone anche servizi di telefonia fissa e Internet, mentre le schede SIM vendute dopo il 24 giugno 2021 tornano a operare su rete Vodafone. A partire dal 1º gennaio 2026 passerà su rete TIM.
Il Ministero dello Sviluppo Economico ha assegnato a PosteMobile cinque decadi del prefisso 371 (371-1, 371-3, 371-4, 371-5, 371-6).

## Storia

Primo logo usato fino al 30 settembre 2018

Il 5 aprile 2007 viene ufficializzato l'accordo tra Poste Italiane e Vodafone che prevede la nascita di PosteMobile. Fu proprio il 15 novembre dello stesso anno che la società iniziò a entrare nel settore della telefonia mobile, iniziando la vendita delle SIM inizialmente disponibili ai soli dipendenti postali. Il 26 novembre PosteMobile lancia la sua prima offerta pubblica: dopo circa 10 giorni dal lancio i clienti aumentarono fino a raggiungere le 40mila persone. e a fine 2007 la quota di circa 140mila.
L'11 aprile 2008 PosteMobile lancia i propri servizi di mobile banking denominati "Semplifica" grazie al supporto tecnico di Gemalto, rinominato poi "SIMply BancoPosta" e nel 2009, precisamente il 7 luglio, PosteMobile comunica di aver raggiunto un milione di clienti.
Il 1º aprile 2011 Poste Italiane conferisce a PosteMobile il ramo d'azienda "Rete TLC Fissa" che gestisce l'intera rete geografica degli uffici postali e delle sedi operative e amministrative di Poste Italiane, per poi entrare, ad aprile 2017, per la prima volta nel mondo dei servizi di telefonia fissa con il lancio dell'offerta "PosteMobile Casa".
Nel 2013 PosteMobile cambiò operatore di rete, appoggiandosi sulla rete Wind. La scelta potrebbe essere stata influenzata a causa dei progetti di crescita di Massimo Sarmi non in linea con le politiche aziendali Vodafone, allora guidata da Vittorio Colao.
Il 25 gennaio 2018 il consiglio di amministrazione di Poste Italiane delibera il conferimento in natura in favore di PosteMobile del ramo d’azienda della monetica e dei servizi di pagamento afferente al Patrimonio BancoPosta e la costituzione, da parte di PosteMobile, di un patrimonio destinato tramite il quale operare come Istituto di Moneta Elettronica (IMEL), continuando a svolgere le consuete attività di operatore di telefonia. Il 1º ottobre, a conclusione dell’iter autorizzativo, nasce ufficialmente la società Postepay – interamente controllata da Poste Italiane – che riunisce attività e competenze del gruppo nel settore dei pagamenti e delle telecomunicazioni. Inoltre PosteMobile rinnova il proprio logo e cessa il servizio SIMply BancoPosta.
Nel mese di febbraio 2020 la società ha concluso un contratto con la Vodafone per riutilizzare nuovamente la loro rete. Il cambio venne annunciato nel febbraio del 2021 e il periodo completo della transazione venne annunciato per il mese di marzo. Dal 16 giugno PosteMobile utilizza completamente la rete Vodafone, sostituendo così la precedente di Wind. Il cambio non è stato immediato, infatti la procedura iniziata il 16 si è conclusa il 24 giugno.
A partire dal mese di luglio 2022 è disponibile il servizio VoLTE, per ora disponibile solo per alcuni modelli Samsung, Apple, Nokia e Motorola.
Il 17 giugno 2024 PosteMobile lancia l'opzione 5G, attivabile a pagamento su tutte le offerte.
Il 7 maggio 2025 firma con TIM un memorandum di intesa per il passaggio delle SIM sotto la rete dell'operatore a partire dal 1º gennaio 2026. A luglio 2025 esce la notizia che il passaggio graduale alla rete TIM è previsto nel corso del 2026.

## Clienti
Al 30 settembre 2022 risultavano attive 4.888.000 linee.
Al 30 giugno 2025 PosteMobile ha raggiunto un totale di circa 4,9 milioni di utenze fra mobile e fisso.